# Danh sách kỷ lục và số liệu thống kê Chelsea F.C.
Dưới đây là kỷ lục và số liệu thống kê của Chelsea Football Club.

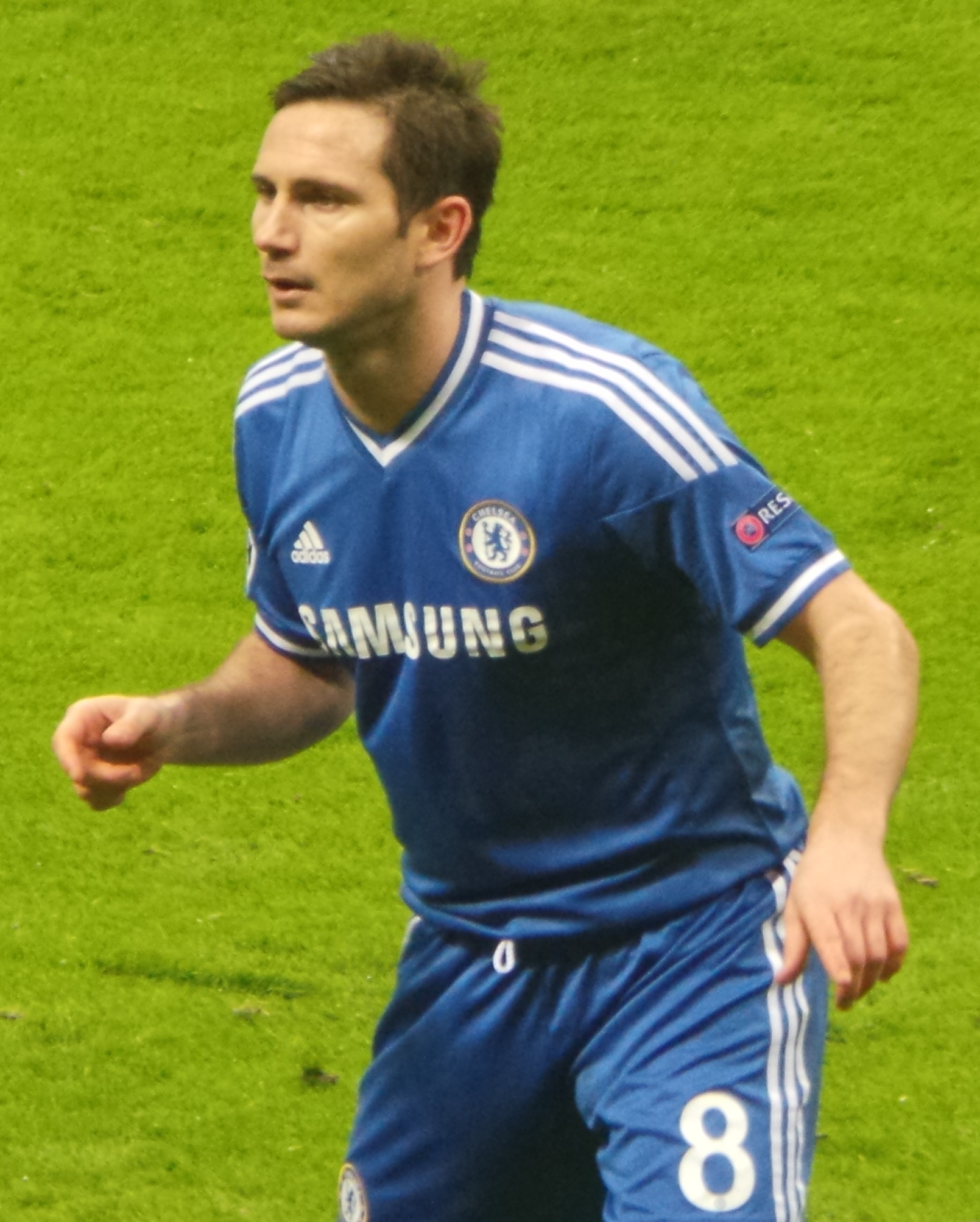
Frank Lampard là cầu thủ ghi nhiều bàn thắng nhất lịch sử Chelsea

## Ra sân

### Kỷ lục cá nhân
- Ra sân nhiều lần nhất – 795,  Ron Harris (1961–1980)
- Ra sân nhiều lần nhất tại giải quốc gia – 655,  Ron Harris (1961–1980)
- Ra sân nhiều lần nhất tại FA Cup – 64,  Ron Harris (1961–1980)
- Ra sân nhiều lần nhất tại League Cup – 48,  John Hollins (1963–1975 và 1983–1984) và  Ron Harris (1961–1980)
- Ra sân nhiều lần nhất tại các giải của UEFA – 124,  John Terry (1998–nay)
- Ra sân liên tiếp nhiều nhất – 167,  John Hollins, 14 tháng 8 năm 1971 – 25 tháng 9 năm 1974
- Ra sân liên tiếp nhiều nhất tại giải quốc gia – 164,  Frank Lampard, 13 tháng 10 năm 2001 – 26 tháng 12 năm 2005
- Ra sân nhiều lần nhất trong một mùa giải – 64,  Juan Mata,  Oscar và  Fernando Torres, 2012–13
- Cầu thủ khoác áo đội tuyển quốc gia nhiều nhất –   Frank Lampard, 103 khi đang thi đấu tại Chelsea (trong tổng số 106 trận), Anh
- Cầu thủ đầu tiên của Chelsea đá cho Anh –   George Hilsdon, 16 tháng 2 năm 1907
- Cầu thủ đầu tiên của Chelsea đá cho Anh tại World Cup –   Roy Bentley, World Cup 1950, 25 tháng 6 năm 1950
- Cầu thủ nước ngoài đầu tiên –   Nils Middelboe (Đan Mạch), 15 tháng 11 năm 1913
- Cầu thủ trẻ nhất –   Ian Hamilton, 16 tuổi 138 ngày, vs. Tottenham Hotspur, First Division, 18 tháng 3 năm 1967
- Cầu thủ nhiều tuổi nhất –   Mark Schwarzer, 41 tuổi 218 ngày, vs. Cardiff City, Premier League, 11 tháng 5 năm 2014
- Dự bị đầu tiên -  John Boyle, vào thay  George Graham vs. Fulham, First Division, 28 tháng 8 năm 1965.

### Ra sân nhiều nhất lịch sử
Các giải đấu chỉ tính các trận đấu chuyên nghiệp. Cầu thủ in đậm đang thi đấu cho Chelsea.
Tính tới 21 tháng 3 năm 2016
|    | Tên             | Năm                   | Ký hợp đồng từ     | League | FA Cup | League Cup | châu Âu | Khác1 | Tổng |
| -- | --------------- | --------------------- | ------------------ | ------ | ------ | ---------- | ------- | ----- | ---- |
| 1  | Ron Harris      | 1961–1980             | Học viện trẻ       | 655    | 64     | 48         | 27      | 1     | 795  |
| 2  | Peter Bonetti   | 1959–1979             | Học viện trẻ       | 600    | 57     | 45         | 26      | 1     | 729  |
| 3  | John Terry      | 1998-                 | Học viện trẻ       | 483    | 55     | 35         | 124     | 6     | 703  |
| 4  | Frank Lampard   | 2001-2014             | West Ham United    | 429    | 58     | 34         | 117     | 10    | 648  |
| 5  | John Hollins    | 1963–1975 & 1983–1984 | Học viện trẻ       | 465    | 51     | 48         | 27      | 1     | 592  |
| 6  | Petr Čech       | 2004–2015             | Stade Rennais F.C. | 333    | 33     | 17         | 103     | 8     | 486  |
| 7  | Dennis Wise     | 1990–2001             | Wimbledon          | 332    | 38     | 30         | 38      | 7     | 445  |
| 8  | Steve Clarke    | 1987–1998             | St Mirren          | 330    | 36     | 26         | 12      | 17    | 421  |
| 9  | Kerry Dixon     | 1983–1992             | Reading            | 335    | 20     | 41         | 0       | 24    | 420  |
| 10 | Eddie McCreadie | 1962–1974             | East Stirlingshire | 331    | 41     | 22         | 16      | 0     | 410  |

1 Khác bao gồm các trận: Charity/Community Shield, play-off Football League, Full Members Cup, UEFA Super Cup và Club World Cup.

## Ghi bàn

### Kỷ lục cá nhân
- Ghi nhiều bàn thắng nhất – 211,  Frank Lampard (2001–2014)
- Ghi nhiều bàn thắng nhất trong một mùa – 43,  Jimmy Greaves (First Division, 1960–61)
- Ghi nhiều bàn thắng nhất trong một trận – 6,  George Hilsdon v. Worksop Town, Vòng 1 FA Cup, 11 tháng Giêng 1908
- Ghi nhiều bàn thắng nhất trong một trận chung kết – 3,  David Speedie v. Manchester City, Chung kết Full Members Cup, 23 tháng 3 năm 1986
- Ghi nhiều bàn thắng nhất tại giải quốc gia – 164,  Bobby Tambling (1959–1970)
- Ghi nhiều bàn thắng nhất tại giải quốc gia trong một mùa – 41,  Jimmy Greaves, (First Division, 1960–61)
- Nhiều lần là cầu thủ ghi nhiều bàn thắng nhất – 8,  Roy Bentley
- Ghi nhiều bàn thắng nhất tại giải quốc gia trong một trận:
  - 5,  George Hilsdon v. Glossop, Second Division, 1 tháng 9 năm 1906
  - 5,  Jimmy Greaves v. Wolverhampton Wanderers, First Division, 30 tháng 8 năm 1958
  - 5,  Jimmy Greaves v. Preston North End, First Division, 19 tháng 12 năm 1959
  - 5,  Jimmy Greaves v. West Bromwich Albion, First Division, 3 tháng 12 năm 1960
  - 5,  Bobby Tambling v. Aston Villa, First Division, 17 tháng 9 năm 1966
  - 5,  Gordon Durie v. Walsall, Second Division, 4 tháng 2 năm 1989
- Ghi nhiều bàn thắng tại Premier League/First Division nhất – 147,  Frank Lampard (2001–2014)
- Ghi nhiều bàn thắng tại Premier League trong một mùa – 29,  Didier Drogba, (2009–10)
- Ghi nhiều bàn thắng tại Premier League trong một trận:
  - 4,  Gianluca Vialli v. Barnsley, FA Premier League, 24 tháng 8 năm 1997
  - 4,  Jimmy Floyd Hasselbaink v. Coventry City, FA Premier League, 21 tháng 10 năm 2000
  - 4,  Frank Lampard v. Derby County, FA Premier League, 12 tháng 3 năm 2008
  - 4,  Frank Lampard v. Aston Villa, FA Premier League, 27 tháng 3 năm 2010
- Ghi nhiều bàn thắng tại FA Cup – 26,  Frank Lampard (2001–2014)
- Ghi nhiều bàn thắng tại FA Cup trong một mùa – 8,  Peter Osgood, (1969–70)
- Ghi nhiều bàn thắng tại FA Cup trong một trận: – 6,  George Hilsdon v. Worksop Town, Vòng 1 FA Cup, 11 tháng Giêng 1908
- Ghi nhiều bàn thắng tại Chung kết FA Cup nhất: – 4,  Didier Drogba (2004–2015)
- Ghi nhiều bàn thắng tại League Cup nhất – 25,  Kerry Dixon (1983–92)
- Ghi nhiều bàn thắng tại League Cup trong một mùa – 8,  Kerry Dixon, (1984–85)
- Ghi nhiều bàn thắng tại League Cup trong một trận: – 4,  Kerry Dixon v. Gillingham, Lượt đi Vòng 1 League Cup, 13 tháng 9 năm 1983
- Ghi nhiều bàn thắng tại Chung kết League Cup nhất – 4,  Didier Drogba (2004–)
- Ghi nhiều bàn thắng tại Chung kết Cup nhất – 9,  Didier Drogba (2004–)
- Ghi nhiều bàn thắng tại châu Âu nhất – 36,  Didier Drogba (2004–)
- Ghi nhiều bàn thắng tại châu Âu trong một mùa – 9,  Fernando Torres (UEFA Champions League và UEFA Europa League, 2012–13)
- Ghi nhiều bàn thắng tại châu Âu trong một trận: – 5,  Peter Osgood v. Jeunesse Hautcharage, Lượt về Vòng 1 UEFA Cup Winners' Cup, 29 tháng 9 năm 1971
- Ghi nhiều hat-trick nhất – 13,  Jimmy Greaves, (1957–1961)
- Ghi nhiều bàn thắng quốc tế nhất –   Didier Drogba, 46 khi thi đấu cho Chelsea (trong tổng số 65 bàn)
- Cầu thủ ghi bàn nhiều tuổi nhất –  Dick Spence, 38 tuổi 282 ngày v. Wolverhampton Wanderers, First Division, 26 tháng 4 năm 1947
- Cầu thủ ghi bàn trẻ tuổi nhất –  Ian Hamilton, 16 tuổi 138 ngày v. Tottenham Hotspur, First Division, 18 tháng 3 năm 1967
- Cầu thủ ghi bàn nhanh nhất nhất – giây thứ 12,  Keith Weller v. Middlesbrough, Football League Cup, 7 tháng 10 năm 1970

### Ghi bàn nhiều nhất lịch sử
Các giải đấu chỉ tính các trận đấu chuyên nghiệp. Cầu thủ in đậm đang thi đấu cho Chelsea.
* dành toàn bộ sự nghiệp tại Chelsea.
|    | Tên            | Năm                   | Ký hợp đồng từ   | League | FA Cup | League Cup | châu Âu | Khác1 | Tổng |
| -- | -------------- | --------------------- | ---------------- | ------ | ------ | ---------- | ------- | ----- | ---- |
| 1  | Frank Lampard  | 2001–2014             | West Ham United  | 147    | 26     | 12         | 25      | 1     | 211  |
| 2  | Bobby Tambling | 1959–1970             | Học viện trẻ     | 164    | 25     | 10         | 3       | 0     | 202  |
| 3  | Kerry Dixon    | 1983–1992             | Reading          | 147    | 8      | 25         | 0       | 13    | 193  |
| 4  | Didier Drogba  | 2004–2012 & 2014–2015 | Marseille        | 104    | 12     | 10         | 36      | 2     | 164  |
| 5  | Roy Bentley    | 1948–1956             | Newcastle United | 128    | 21     | 0          | 0       | 1     | 150  |
| 5  | Peter Osgood   | 1964–1974 & 1978–1979 | Học viện trẻ     | 105    | 19     | 10         | 16      | 0     | 150  |
| 7  | Jimmy Greaves  | 1957–1961             | Học viện trẻ     | 124    | 3      | 2          | 3       | 0     | 132  |
| 8  | George Mills*  | 1929–1943             | Học viện trẻ     | 118    | 7      | 0          | 0       | 0     | 125  |
| 9  | George Hilsdon | 1906–1912             | West Ham United  | 99     | 9      | 0          | 0       | 0     | 108  |
| 10 | Barry Bridges  | 1958–1966             | Học viện trẻ     | 80     | 9      | 3          | 1       | 0     | 93   |

1 Bao gồm Charity/Community Shield, play-off Football League và Full Members Cup.

### Cầu thủ ghi bàn hàng đầu giải quốc gia theo mùa giải
Đậm - chỉ cầu thủ vô địch quốc gia cùng Chelsea.
| Mùa giải  | Tên                              | Hạng đấu        | Bàn thắng |
| --------- | -------------------------------- | --------------- | --------- |
| 1905–06   | Frank Pearson                    | Second Division | 18        |
| 1906–07   | George Hilsdon                   | Second Division | 27        |
| 1907–08   | George Hilsdon                   | First Division  | 24        |
| 1908–09   | George Hilsdon                   | First Division  | 25        |
| 1909–10   | Jimmy Windridge                  | First Division  | 6         |
| 1910–11   | Bob Whittingham                  | Second Division | 30        |
| 1911–12   | Bob Whittingham                  | Second Division | 26        |
| 1912–13   | Vivian Woodward                  | First Division  | 10        |
| 1913–14   | George Biswell & Harold Halse    | First Division  | 10        |
| 1914–15   | Bob Thomson                      | First Division  | 12        |
| 1919–20   | Jack Cock                        | First Division  | 21        |
| 1920–21   | Jack Cock                        | First Division  | 12        |
| 1921–22   | Jack Cock                        | First Division  | 13        |
| 1922–23   | Harry Ford & Buchanan Sharp      | First Division  | 10        |
| 1923–24   | Anhòa Wilson                     | First Division  | 5         |
| 1924–25   | William Whitton                  | Second Division | 16        |
| 1925–26   | Bob Turnbull                     | Second Division | 29        |
| 1926–27   | Bob Turnbull                     | Second Division | 17        |
| 1927–28   | Jimmy Thompson                   | Second Division | 25        |
| 1928–29   | George Biswell & Anhòa Wilson    | Second Division | 9         |
| 1929–30   | George Mills                     | Second Division | 14        |
| 1930–31   | Hughie Gallacher                 | First Division  | 14        |
| 1931–32   | Hughie Gallacher                 | First Division  | 24        |
| 1932–33   | Hughie Gallacher                 | First Division  | 19        |
| 1933–34   | George Mills                     | First Division  | 14        |
| 1934–35   | Dick Spence                      | First Division  | 19        |
| 1935–36   | Joe Bambrick                     | First Division  | 15        |
| 1936–37   | George Mills                     | First Division  | 22        |
| 1937–38   | George Mills                     | First Division  | 13        |
| 1938–39   | Joe Payne                        | First Division  | 17        |
| 1946–47   | Tommy Lawton                     | First Division  | 26        |
| 1947–48   | Ken Armstrong & Bobby Campbell   | First Division  | 11        |
| 1948–49   | Roy Bentley                      | First Division  | 20        |
| 1949–50   | Roy Bentley & Hugh Billington    | First Division  | 17        |
| 1950–51   | Roy Bentley                      | First Division  | 8         |
| 1951–52   | Roy Bentley & Jimmy D'Arcy       | First Division  | 12        |
| 1952–53   | Roy Bentley                      | First Division  | 12        |
| 1953–54   | Roy Bentley                      | First Division  | 21        |
| 1954–55   | Roy Bentley                      | First Division  | 21        |
| 1955–56   | Roy Bentley                      | First Division  | 14        |
| 1956–57   | John McNichol & Ron Tindall      | First Division  | 10        |
| 1957–58   | Jimmy Greaves                    | First Division  | 22        |
| 1958–59   | Jimmy Greaves                    | First Division  | 32        |
| 1959–60   | Jimmy Greaves                    | First Division  | 29        |
| 1960–61   | Jimmy Greaves                    | First Division  | 41        |
| 1961–62   | Bobby Tambling                   | First Division  | 20        |
| 1962–63   | Bobby Tambling                   | Second Division | 35        |
| 1963–64   | Bobby Tambling                   | First Division  | 17        |
| 1964–65   | Barry Bridges                    | First Division  | 20        |
| 1965–66   | George Graham                    | First Division  | 17        |
| 1966–67   | Bobby Tambling                   | First Division  | 21        |
| 1967–68   | Peter Osgood                     | First Division  | 16        |
| 1968–69   | Bobby Tambling                   | First Division  | 17        |
| 1969–70   | Peter Osgood                     | First Division  | 23        |
| 1970–71   | Keith Weller                     | First Division  | 13        |
| 1971–72   | Peter Osgood                     | First Division  | 18        |
| 1972–73   | Chris Garland & Peter Osgood     | First Division  | 11        |
| 1973–74   | Tommy Baldwin                    | First Division  | 9         |
| 1974–75   | Ian Hutchinson                   | First Division  | 7         |
| 1975–76   | Ray Wilkins                      | Second Division | 11        |
| 1976–77   | Steve Finnieston                 | Second Division | 24        |
| 1977–78   | Tommy Langley                    | First Division  | 11        |
| 1978–79   | Tommy Langley                    | First Division  | 15        |
| 1979–80   | Clive Walker                     | Second Division | 13        |
| 1980–81   | Colin Lee                        | Second Division | 15        |
| 1981–82   | Clive Walker                     | Second Division | 16        |
| 1982–83   | Mike Fillery                     | Second Division | 9         |
| 1983–84   | Kerry Dixon                      | Second Division | 28        |
| 1984–85   | Kerry Dixon                      | First Division  | 24        |
| 1985–86   | Kerry Dixon & David Speedie      | First Division  | 14        |
| 1986–87   | Kerry Dixon                      | First Division  | 10        |
| 1987–88   | Gordon Durie                     | First Division  | 12        |
| 1988–89   | Kerry Dixon                      | Second Division | 25        |
| 1989–90   | Kerry Dixon                      | First Division  | 20        |
| 1990–91   | Gordon Durie                     | First Division  | 12        |
| 1991–92   | Dennis Wise                      | First Division  | 10        |
| 1992–93   | Mick Harford & Graham Stuart     | Premier League  | 9         |
| 1993–94   | Mark Stein                       | Premier League  | 13        |
| 1994–95   | John Spencer                     | Premier League  | 11        |
| 1995–96   | John Spencer                     | Premier League  | 13        |
| 1996–97   | Gianluca Vialli                  | Premier League  | 9         |
| 1997–98   | Tore André Flo & Gianluca Vialli | Premier League  | 11        |
| 1998–99   | Gianfranco Zola                  | Premier League  | 13        |
| 1999–2000 | Gustavo Poyet & Tore André Flo   | Premier League  | 10        |
| 2000–01   | Jimmy Floyd Hasselbaink          | Premier League  | 23        |
| 2001–02   | Jimmy Floyd Hasselbaink          | Premier League  | 23        |
| 2002–03   | Gianfranco Zola                  | Premier League  | 14        |
| 2003–04   | Jimmy Floyd Hasselbaink          | Premier League  | 13        |
| 2004–05   | Frank Lampard                    | Premier League  | 13        |
| 2005–06   | Frank Lampard                    | Premier League  | 16        |
| 2006–07   | Didier Drogba                    | Premier League  | 20        |
| 2007–08   | Frank Lampard                    | Premier League  | 10        |
| 2008–09   | Nicolas Anelka                   | Premier League  | 19        |
| 2009–10   | Didier Drogba                    | Premier League  | 29        |
| 2010–11   | Florent Malouda                  | Premier League  | 13        |
| 2011–12   | Frank Lampard & Daniel Sturridge | Premier League  | 11        |
| 2012–13   | Frank Lampard                    | Premier League  | 15        |
| 2013–14   | Eden Hazard                      | Premier League  | 14        |
| 2014–15   | Diego Costa                      | Premier League  | 20        |
| 2015-16   | Diego Costa                      | Premier League  | 11        |

## Kỷ lục câu lạc bộ

### Khán giả

#### Sân nhà
| Số khán giả | Đối thủ                 | Giải đấu       | Ngày                 |
| ----------- | ----------------------- | -------------- | -------------------- |
| 100,000*    | Dinamo Moskva           | Giao hữu       | 13 tháng 11 năm 1945 |
| 82,905**    | Arsenal                 | First Division | 12 tháng 10 năm 1935 |
| 77,952      | Swindon Town            | Vòng 4 FA Cup  | 13 tháng 4 năm 1911  |
| 77,696      | Blackpool               | First Division | 16 tháng 10 năm 1948 |
| 76,000      | Tottenham Hotspur       | First Division | 16 tháng 10 năm 1920 |
| 75,952      | Arsenal                 | First Division | 9 tháng 10 năm 1937  |
| 75,043      | Wolverhampton Wanderers | First Division | 9 tháng 4 năm 1955   |
| 74,667      | Arsenal                 | First Division | 29 tháng 11 năm 1955 |
| 74,365      | Birmingham City         | Tứ kết FA Cup  | 4 tháng 3 năm 1931   |
| 72,614      | Arsenal                 | First Division | 3 tháng 4 năm 1953   |

Tất cả các trận đấu đều tại Stamford Bridge

* ước tính

** Cao thứ hai trong lịch sử các trận Football League. Mặc dù kỷ lục được tính khi thi đấu trên sân nhà của họ nhưng kỷ lục của Manchester United là 83260 lại diễn ra trên sân Maine Road, sân nhà của Manchester City.

#### Sân trung lập
| Số khán giả | Đối thủ           | Giải đấu                   | Sân                   | Ngày                |
| ----------- | ----------------- | -------------------------- | --------------------- | ------------------- |
| 105,826     | Real Madrid       | Giao hữu                   | Sân vận động Michigan | 30 tháng 7 năm 2016 |
| 100,000     | Leeds United      | Chung kết FA Cup           | Sân Wembley           | 11 tháng 4 năm 1970 |
| 100,000     | Stoke City        | Chung kết League Cup       | Sân Wembley           | 4 tháng 3 năm 1972  |
| 100,000     | Tottenham Hotspur | Chung kết FA Cup           | Sân Wembley           | 20 tháng 5 năm 1967 |
| 90,000      | Millwall          | Chung kết War Cup miền Nam | Sân Wembley           | 7 tháng 4 năm 1945  |
| 89,826      | Manchester United | Chung kết FA Cup           | Sân Wembley           | 19 tháng 5 năm 2007 |
| 89,391      | Everton           | Chung kết FA Cup           | Sân Wembley           | 30 tháng 5 năm 2009 |
| 89,294      | Tottenham Hotspur | Chung kết League Cup       | Sân Wembley           | 1 tháng 3 năm 2015  |
| 89,102      | Liverpool         | Chung kết FA Cup           | Sân Wembley           | 5 tháng 5 năm 2012  |
| 88,335      | Portsmouth        | Chung kết FA Cup           | Sân Wembley           | 15 tháng 5 năm 2010 |

### Đầu tiên
- Trận đấu đầu tiên – v.  Stockport County, Second Division, 1 tháng 9 năm 1905 (thua 1–0).
- Trận thắng đầu tiên – v.  Liverpool, Giao hữu, 4 tháng 9 năm 1905 (thắng 4–0).
- Cầu thủ ghi bàn đầu tiên – John Robertson, v.  Blackpool, Second Division, 9 tháng 9 năm 1905 (thắng 1–0).
- Trận đấu FA Cup đầu tiên – v.  First Grenadier Guards, Vòng loại thứ nhất, 7 tháng 10 năm 1905 (thắng 6–1).
- Trận đấu FA Cup đầu tiên (vòng đấu chính) – v.  Lincoln City, Vòng 1, 12 tháng Giêng 1907 (hòa 2–2).
- Trận đấu League Cup đầu tiên – v.  Millwall, Vòng 1, 10 tháng 10 năm 1960 (thắng 7–1).
- Trận đấu châu Âu đầu tiên – v.  BK Frem, Fairs Cup, 30 tháng 9 năm 1958 (thắng 3–1).
- Trận đấu Cup Winners' Cup đầu tiên – v.  Aris Salonika, Vòng 1, 16 tháng 9 năm 1970 (hòa 1–1).
- Trận đấu UEFA Champions League đầu tiên – v.  Skonto Riga, Vòng loại thứ 3, 11 tháng 8 năm 1999 (thắng 3–0).
- Trận đấu UEFA Champions League đầu tiên (vòng đấu chính) – v.  Milan, Vòng bảng thứ nhất, 15 tháng 9 năm 1999 (hòa 0–0).
- Đội vô địch FA Cup đầu tiên trên Sân vận động Wembley mới– v.  Manchester United, Chung kết FA Cup, 19 tháng 5 năm 2007 (thắng 1–0 hp) – cũng là đội cuối cùng vô địch trên sân cũ năm 2000.
- Cú đúp danh hiệu quốc nội đầu tiên – v.  Portsmouth, Chung kết FA Cup, 15 tháng 5 năm 2010 (thắng 1–0) và vô địch Premier League với 86 điểm
- 100 bàn thắng League trong một mùa giải – Premier League 2009–10
- Đội bóng đầu tiên của Anh giành quyền tham dự UEFA European Cup, vô địch Hạng Nhất 1954-55 (nhưng FA không cho phép Chelsea tham dự)
- Đội bóng Luân Đôn đầu tiên vô địch UEFA Champions League – mùa 2011–12
- Đội đương kim vô địch UEFA Champions League đầu tiên bị loại từ vòng bảng – mùa 2012–13
- Đội bóng Anh đầu tiên giành cả ba danh hiệu lớn của UEFA và là một trong bốn đội châu Âu làm được điều này
- Đội đương kim vô địch UEFA Champions League đầu tiên giành UEFA Cup/UEFA Europa League ở năm kế tiếp – mùa 2012–13
- Đội bóng đầu tiên trong lịch sử châu Âu là đương kim vô địch của cả UEFA Champions League và UEFA Europa League cùng một thời điểm (vô địch UEFA Europa League 2013 ngày 15 tháng 5 năm 2013, và vẫn còn giữ chức vô địch UEFA Champions League 2012 tới 25 tháng 5 năm 2013)

### Kết quả thi đấu

#### Thắng
- Trận thắng kỷ lục – 13–0 v.  Jeunesse Hautcharage, Lượt về Vòng 1 Cup Winners' Cup, 29 tháng 9 năm 1971
- Kỷ lục thắng ở League và Premier League – 8–0 v.  Wigan Athletic F.C., Premier League, 9 tháng 5 năm 2010 và 8–0 v.  Aston Villa F.C., Premier League, 23 tháng 12 năm 2012
- Kỷ lục thắng ở FA Cup – 9–1 v.  Worksop Town, Vòng 1, 11 tháng Giêng 1908
- Kỷ lục thắng ở League Cup – 7–0 v.  Doncaster Rovers, Round 3, 16 tháng 11 năm 1960
- Kỷ lục thắng ở châu Âu – 13–0 v.  Jeunesse Hautcharage, Lượt về Vòng 1 Cup Winners' Cup, 29 tháng 9 năm 1971
- Kỷ lục thắng ở Champions League (Sân nhà) – 6–0 v.  NK Maribor, 21 tháng 10 năm 2014
- Kỷ lục thắng ở Champions League (Sân khách) – 0–5 v.  Galatasaray, 20 tháng 10 năm 1999 và 0-5 v  FC Schalke 04, 26 tháng 11 năm 2014
- Chuỗi thắng ở giải quốc gia dài nhất: – 11, 25 tháng 4 năm 2009 – 20 tháng 9 năm 2009
- Chuỗi không thắng ở giải quốc gia dài nhất – 21, 3 tháng 11 năm 1987 – 2 tháng 4 năm 1988
- Thắng nhiều trận nhất ở giải quốc gia trong một mùa – 29 trong 38 trận, FA Premier League, 2004–05 và 2005–06
- 'Thắng ít trận nhất ở giải quốc gia trong một mùa' – 5 trong 42 trận, First Division, 1978–79.

#### Hòa
- Tỉ số hòa cao nhất – 5–5 v.  West Ham United, First Division, 17 tháng 12 năm 1966
- Hòa nhiều trận nhất ở giải quốc gia trong một mùa – 18 trong 42 trận, First Division, 1922–23.
- Chuỗi hòa ở giải quốc gia dài nhất – 6, 20 tháng 8 năm 1969 – 13 tháng 9 năm 1969

#### Thua
- Kỷ lục thua – 1–8 v.  Wolverhampton Wanderers, First Division, 26 tháng 9 năm 1953
- Kỷ lục thua ở League – 1–8 v.  Wolverhampton Wanderers, First Division, 26 tháng 9 năm 1953
- Kỷ lục thua ở FA Cup – 0–6 v.  Sheffield Wednesday, Đá lại Vòng 2, 5 tháng 2 năm 1913
- Kỷ lục thua ở League Cup – 2–6 v.  Stoke City, Đá lại Vòng 3, 22 tháng 10 năm 1974
- Kỷ lục thua ở châu Âu – 0–5 v.  Barcelona, Đá lại Bán kết Fairs Cup, 25 tháng 5 năm 1966
- Kỷ lục thua ở Champions League– 1–5 (sau hiệp phụ) v.  Barcelona, Lượt về Tứ kết, 18 tháng 4 năm 2000
- Chuỗi thua ở giải quốc gia dài nhất – 7, 1 tháng 11 năm 1952 – 20 tháng 12 năm 1952
- Chuỗi bất bại dài nhất:
  - 23, 23 tháng Giêng 2007 – 28 tháng 4 năm 2007
  - 23, 4 tháng 4 năm 2009 – 23 tháng 9 năm 2009
  - 23, 4 tháng 5 năm 2014 - 6 tháng 12 năm 2014
- Chuỗi bắt bại dài nhất tại League – 40, 23 tháng 10 năm 2004 – 29 tháng 10 năm 2005
- Chuỗi bắt bại dài nhất trên sân nhà tại FA Premier League – 86, 20 tháng 3 năm 2004 – 26 tháng 10 năm 2008
- Thua nhiều trận nhất ở giải quốc gia trong một mùa – 27 trong 42 trận, First Division, 1978–79.
- Thua ít trận nhất ở giải quốc gia trong một mùa – một trong 38 trận, Premier League, 2004–05.

### Bàn thắng
- Ghi nhiều bàn thắng nhất trong một trận – 13 v.  Jeunesse Hautcharage, Lượt về Vòng 1 Cup Winners' Cup, 29 tháng 9 năm 1971.
- Lọt lưới nhiều bàn nhất trong một trận – 8 v.  Wolverhampton Wanderers, First Division, 26 tháng 9 năm 1953.
- Ghi nhiều bàn tại League nhất trong một mùa – 103 trong 38 trận, Premier League, 2009–10
- Ghi ít bàn tại League nhất trong một mùa – 31 trong 42 trận, First Division, 1923–24.
- Lọt lưới nhiều bàn tại League nhất trong một mùa – 100 trong 42 trận, First Division, 1960–61.
- Lọt lưới ít bàn tại League nhất trong một mùa – 15 trong 38 trận, FA Premier League, 2004–05.
- Lọt lưới ít bàn trên sân nhà tại League nhất trong một mùa – 6 trong 19 trận, Premier League, 2004–05
- Lọt lưới ít bàn trên sân khách tại League nhất trong một mùa – 9 trong 19 trận, Premier League, 2004–05
- Nhiều cầu thủ ghi bàn trong một trận nhất tại giải quốc gia – 7 v. Aston Villa F.C., Premier League, 23 tháng 12 năm 2012.

### Điểm
- Kiếm được nhiều điểm nhất trong một mùa (3 cho một trận thắng) – 99 trong 46 trận, Second Division, 1988–89.
- Kiếm được ít điểm nhất trong một mùa (3 cho một trận thắng) – 42 trong 42 trận, First Division, 1987–88.
- Kiếm được nhiều điểm nhất trong một mùa (2 cho một trận thắng) – 57 trong 38 trận, Second Division, 1906–07.
- Kiếm được ít điểm nhất trong một mùa (2 cho một trận thắng) – 20 trong 42 trận, First Division, 1978–79.

### Giữ sạch lưới
- Giữ sạch lưới nhiều nhất trong một mùa – 34 trong 59 trận, (2004–05)
- Giữ sạch lưới ít nhất trong một mùa – 2 trong 47 trận, (1960–61)
- Giữ sạch lưới nhiều nhất tại giải quốc gia trong một mùa – 25 trong 38 trận, Premier League, 2004–05
- Giữ sạch lưới ít nhất tại giải quốc gia trong một mùa – một trong 42 trận, First Division, 1960–61
- Chuỗi giữ sạch lưới liên tiếp trong một mùa – 10, 18 tháng 12 năm 2004 – 12 tháng 2 năm 2005
- Giữ sạch lưới nhiều nhất bởi một thủ môn – 220,  Petr Čech (2004–2015)
- Giữ sạch lưới nhiều nhất bởi một thủ môn trong một mùa giải – 28,  Petr Čech, (2004–05)
- Giữ sạch lưới nhiều nhất bởi một thủ môn tại Premier League trong một mùa giải– 24,  Petr Čech, (2004–05)
- Chuỗi giữ sạch lưới liên tiếp dài nhất bởi một thủ môn – 9,  William Foulke, (1905–06)
- Giữ sạch lưới nhiều nhất tại Premier League – 162,  Petr Čech (2004–2015)

### Phạt đền
- Cứu thua phạt đền nhiều nhất – 12,  Petr Čech
- Ghi nhiều phạt đền nhất bởi một cầu thủ – 49,  Frank Lampard

## Kỷ lục Quốc gia/ châu Âu
- Lọt lưới ít bàn nhất tại giải quốc gia trong một mùa – 15 in 38 trận, Premier League, 2004–05 (Kỷ lục giải VĐQG Anh)
- Lọt lưới ít bàn nhất trên sân khách tại giải quốc gia trong một mùa – 9 in 19 trận, Premier League, 2004–05 (Kỷ lục giải VĐQG Anh)
- Chuỗi giữ sạch lưới dài nhất tính từ khi bắt đầu mùa giải – 6, 14 tháng 8 năm 2005 – 17 tháng 9 năm 2005 (Kỷ lục giải VĐQG Anh)
- Ghi nhiều bàn nhất trong một mùa Premier League – 103, Premier League, 2009–10 (Kỷ lục Premier League)
- Giành nhiều điểm nhất trong một mùa Premier League – 95, Premier League, 2004–05 (Kỷ lục Premier League)
- Giành nhiều trận thắng nhất trong một mùa (38 games): - 29, Premier League, 2004–05 (Kỷ lục Premier League)
- Giành nhiều trận thắng trên sân khách nhất trong một mùa (19 games): - 15, Premier League, 2004–05 (Kỷ lục Premier League)
- Giữ sạch lưới nhiều nhất trong một mùa: - 25, Premier League, 2004–05 (Kỷ lục Premier League)
- Chuỗi bất bại trên sân nhà dài nhất ở giải quốc gia – 86, 20 tháng 3 năm 2004 – 26 tháng 10 năm 2008 (Kỷ lục giải VĐQG Anh)
- Tổng tỉ số cao nhất sau hai lượt trận tại cúp châu Âu: – 21–0, v  Jeunesse Hautcharage, Vòng 1 Cup Winners' Cup, 29 tháng 9 năm 1971 (Kỷ lục châu Âu)
- Chuỗi thắng sân khách dài nhất tại giải quốc gia – 11, 5 tháng 4 năm 2008 – 22 tháng 12 năm 2008 (Kỷ lục giải VĐQG Anh)
- Giành chức vô địch Premier League nhiều nhất trên cương vị Đội trưởng – 4,  John Terry (cùng với Roy Keane)

## Chuyển nhượng

### Giá chuyển nhượng mua cao nhất
Cập nhật 6 tháng 7 năm 2016.
Đậm đang thi đấu tại câu lạc bộ
|    | Tên               | Từ                | Giá         | Năm  | Số trận | Số bàn | Số danh hiệu |
| -- | ----------------- | ----------------- | ----------- | ---- | ------- | ------ | ------------ |
| 1  | Fernando Torres   | Liverpool         | £50,000,000 | 2011 | 172     | 45     | 3            |
| 2  | Michy Batshuayi   | Marseille         | £33,200,000 | 2016 | 0       | 0      | 0            |
| 3  | N'Golo Kanté      | Leicester City    | £32,000,000 | 2016 | 0       | 0      | 0            |
| 3  | Diego Costa       | Atlético Madrid   | £32,000,000 | 2014 | 78      | 37     | 2            |
| 3  | Eden Hazard       | Lille             | £32,000,000 | 2012 | 205     | 55     | 3            |
| 6  | Andriy Shevchenko | Milan             | £30,800,000 | 2006 | 77      | 22     | 3            |
| 7  | Cesc Fàbregas     | Barcelona         | £27,000,000 | 2014 | 94      | 11     | 2            |
| 8  | Willian           | Anzhi Makhachkala | £25,500,000 | 2013 | 137     | 19     | 2            |
| 9  | Oscar             | Internacional     | £25,000,000 | 2012 | 189     | 38     | 3            |
| 10 | Michael Essien    | Lyon              | £24,400,000 | 2005 | 252     | 25     | 9            |

### Giá chuyển nhượng bán cao nhất
|    | Tên              | Tới                 | Giá         | Năm  | Số trận | Số bàn | Số danh hiệu |
| -- | ---------------- | ------------------- | ----------- | ---- | ------- | ------ | ------------ |
| 1  | David Luiz       | Paris Saint-Germain | £50,000,000 | 2014 | 143     | 12     | 3            |
| 2  | Juan Mata        | Manchester United   | £37,100,000 | 2014 | 135     | 33     | 3            |
| 3  | Romelu Lukaku    | Everton             | £28,000,000 | 2014 | 15      | 0      | 1            |
| 4  | Arjen Robben     | Real Madrid         | £24,000,000 | 2007 | 105     | 19     | 6            |
| 5  | Ramires          | Jiangsu Suning      | £25,000,000 | 2016 | 246     | 37     | 5            |
| 6  | André Schürrle   | Wolfsburg           | £22,000,000 | 2015 | 65      | 14     | 1            |
| 7  | Kevin De Bruyne  | Wolfsburg           | £16,700,000 | 2014 | 9       | 0      | 0            |
| 8  | Yuri Zhirkov     | Anzhi Makhachkala   | £13,200,000 | 2011 | 48      | 1      | 3            |
| 9  | Daniel Sturridge | Liverpool           | £12,000,000 | 2013 | 96      | 24     | 5            |
| 10 | Tore André Flo   | Rangers             | £12,000,000 | 2000 | 163     | 50     | 5            |
| 11 | Filipe Luís      | Atlético Madrid     | £11,100,000 | 2015 | 26      | 1      | 2            |

### Quá trình thiết lập kỷ lục chuyển nhượng
| Ngày              | Cầu thủ                 | Mua từ               | Giá         |
| ----------------- | ----------------------- | -------------------- | ----------- |
| tháng 8 năm 1905  | Bob McRoberts           | Small Heath          | £100        |
| tháng 10 năm 1907 | Fred Rouse              | Everton              | £900        |
| tháng 10 năm 1919 | Jack Cock               | Huddersfield Town    | £2,500      |
| tháng 12 năm 1920 | Tommy Meehan            | Manchester United    | £3,300      |
| tháng 11 năm 1923 | Anhòa Wilson            | Middlesbrough        | £6,500      |
| tháng 5 năm 1930  | Hughie Gallacher        | Newcastle United     | £10,000     |
| tháng 11 năm 1945 | Tommy Lawton            | Everton              | £14,000     |
| tháng 11 năm 1950 | Eric Parsons            | West Ham United      | £23,000     |
| tháng 12 năm 1961 | Graham Moore            | Cardiff City         | £35,000     |
| tháng 4 năm 1962  | Derek Kevan             | West Bromwich Albion | £45,000     |
| tháng 4 năm 1966  | Charlie Cooke           | Dundee               | £72,000     |
| tháng 10 năm 1966 | Tony Hateley            | Aston Villa          | £100,000    |
| tháng 9 năm 1971  | Steve Kember            | Crystal Palace       | £170,000    |
| tháng 7 năm 1974  | David Hay               | Celtic               | £225,000    |
| tháng 9 năm 1985  | Mickey Hazard           | Tottenham Hotspur    | £300,000    |
| tháng 5 năm 1986  | Gordon Durie            | Hibernian            | £380,000    |
| tháng 7 năm 1987  | Tony Dorigo             | Aston Villa          | £475,000    |
| tháng Giêng 1989  | Dave Beasant            | Newcastle United     | £725,000    |
| tháng 7 năm 1990  | Dennis Wise             | Wimbledon            | £1,600,000  |
| tháng 7 năm 1992  | Robert Fleck            | Norwich City         | £2,100,000  |
| tháng 5 năm 1993  | Paul Furlong            | Watford              | £2,300,000  |
| tháng 6 năm 1996  | Frank Leboeuf           | Strasbourg           | £2,500,000  |
| tháng 7 năm 1996  | Roberto Di Matteo       | Lazio                | £4,900,000  |
| tháng 8 năm 1997  | Graeme Le Saux          | Blackburn Rovers     | £5,000,000  |
| tháng 5 năm 1998  | Pierluigi Casiraghi     | Lazio                | £5,400,000  |
| tháng 7 năm 1999  | Chris Sutton            | Blackburn Rovers     | £10,000,000 |
| tháng 6 năm 2000  | Jimmy Floyd Hasselbaink | Atlético Madrid      | £15,000,000 |
| tháng 7 năm 2003  | Damien Duff             | Blackburn Rovers     | £17,000,000 |
| tháng 7 năm 2004  | Didier Drogba           | Marseille            | £24,000,000 |
| tháng 8 năm 2005  | Michael Essien          | Lyon                 | £24,400,000 |
| tháng 5 năm 2006  | Andriy Shevchenko       | Milan                | £30,800,000 |
| tháng Giêng 2011  | Fernando Torres         | Liverpool            | £50,000,000 |